# Theneuille
Theneuille település Franciaországban, Allier megyében. Lakosainak száma 340 fő (2022. január 1.). Theneuille Cérilly, Couleuvre, Louroux-Bourbonnais, Saint-Plaisir, Le Vilhain és Ygrande községekkel határos.

## Népesség
A település népessége az elmúlt években az alábbi módon változott:
| Lakosok száma | 720  | 505  | 449  | 397  | 377  | 370  | 365  | 372  | 360  | 340  |
|               | 1968 | 1982 | 1990 | 2006 | 2013 | 2015 | 2017 | 2019 | 2020 | 2022 |